# Objezierze (województwo wielkopolskie)
Objezierze (niem. Oberau) – wieś sołecka w Polsce położona w województwie wielkopolskim, w powiecie obornickim, w gminie Oborniki.

## Historia
Wieś pierwotnie związana była z Wielkopolską. Ma metrykę średniowieczną i istnieje co najmniej od pierwszej połowy XIII wieku. Wymieniona została w łacińskim dokumencie z 1218 jako "Obezerze", 1218 według kopii z 1417 "Obezerrze", 1225 "Obezere", 1225 (kop. XVIII w.) "Obezar", 1238 (kop. XVIII w.) "Oberze", 1339 "Obyezerze", 1387 "Obedzerze, Obesszerze", 1388 "Obeszerze, Obeserze", 1391 "Oberza", 1391 "Obgezerze", 1397 "Obezerze", 1400 "Obyerze", 1406 "Obeyezerze", 1421 "Obyerzesze", 1421 "Zagezerze", 1442 "Obieszierze", 1443 błędnie "Obiezycze, Obierze", 1448 "Obyszyerze", ok. połowy XV w. "Oberzekye, Obyeszerze", 1454 "Obyeszyerzye", 1498 "Obyezicze", 1502 "Obyrzyerze", 1513 "Obiezierze".
Początkowo wieś należała do opola chojnickiego z siedzibą w Chojnicy, które było reliktem opola – przedpaństwowej wspólnoty rodowo-terytorialnej, a w późniejszym okresie stało się administracyjnym podokręgiem kasztelanii. W 1388 Objezierze zostało odnotowane w granicach tego opola.
Tereny, na których powstała wieś były jednak zasiedlone znacznie wcześniej niż odnotowują to zachowane zapisy historyczne. W widłach rzeki Samicy, na południowy zachód od wsi w odległości ok. jednego kilometra od niej archeolodzy odnaleźli grodzisko wklęsłe, które posiada dwie warstwy osiedleńcze: kultury łużyckiej oraz wczesnośredniowieczną pochodzącą z IX–XI wieku. Ponadto w okolicy Objezierza zachowały się ślady kilku osad wczesnośredniowiecznych z tego samego okresu.
Miejscowość była początkowo wsią kościelną należącą do zakonu joannitów, a później szlachecką należącą do lokalnej szlachty wielkopolskiej z rodu Objezierskich, którzy od nazwy wsi przyjęli odmiejscowe nazwisko. Później właścicielami byli także Strzeszewscy. W 1466 wieś leżała w powiecie poznańskim województwa poznańskiego w Koronie Królestwa Polskiego. Od 1406 była siedzibą własnej parafii, a w 1510 należała do dekanatu Oborniki.
Pierwszy zapis pochodzący z 1218 mówi o tym, że Paweł II biskup poznański zatwierdził nadania dla szpitala joannitów koło Poznania uczynione przez swych poprzedników, m.in. przez biskupa Radwana oraz przez księcia polskiego Mieszka III Starego. Do szpitala braci zakonnych należała wówczas m.in. wieś Objezierze wraz z dziesięciną. W 1225 Władysław III Laskonogi zatwierdził wspomnianą darowiznę swego ojca Mieszka Starego dla szpitala joannitów koło Poznania oraz nadał posiadłościom tegoż szpitala immunitet ekonomiczny oraz sądowy. W 1238, według falsyfikatu wystawionego po roku 1250, książę wielkopolski Władysław Odonic również potwierdził nadania swego dziada Mieszka III Starego oraz swojego stryja Władysława Laskonogiego obejmujące m.in. wieś Objezierze i nadał tym posiadłościom immunitet ekonomiczny i sądowy zwalniając je od ceł, monety oraz opłat targowych.
W 1339 jak świadek sądowy wraz z bratem Leonardem odnotowany został rycerz Bronisz z Objezierza. W latach 1386–1407 właścicielem we wsi był Sędziwój Objezierski, którzy od nazwy wsi nosił odmiejscowe nazwisko. W 1386 prowadził spór sądowy z Tomisławem z Grąbiewa o 40 grzywien poręczenia. W latach 1387-1391 wspomniany został w sporach o długi żydowskie m.in. z Małgorzatą żoną Mikołaja Jastrowskiego, z Marcinem synem Hektora z Cykowa oraz z Żydami: Ostroszem i Jordanową z Poznania. Odnotowany został także w kilku sporach majątkowych o okoliczne wsie Rożnów, Bądlino i Kiszewo. W 1393 przegrał proces o pieniądze z mieszczanami z Obornik, które oni dali za Bądlino, ale wygrał z nimi proces o szkody uczynione przez nich w barciach w Bądlinie. W 1400 Sędziwój przegrał proces o połowę Bądlina z wojewodą poznańskim Sędziwojem Świdwą z Szamotuł i miał dokonać rezygnacji tej połowy na jego rzecz. W latach 1397-1400 prowadził spór z Bodzętą Góreckim z Górki o 20 grzywien. W 1400 prowadził kolejny spór tym razem z Trojanem ze Żdżaru i z Objezierza o wieś Kiszewo, 30 grzywien oraz o 4 tonie Jeziora Objezierskiego.
W latach 1392-1401 jako właściciela we wsi odnotowano Trojana Objezierskiego z Objezierza. W 1392 był on poręczycielem kasztelana poznańskiego Domarata z Pierzchna. W 1396 Trojan zeznał, że był winien 24 grzywny z odsetkami Abrahamowi Żydowi z Poznania i zamiast gotówki dał mu wwiązanie w Objezierze. W 1396 Trojan wraz z Niklem oraz z dwoma innymi paniczami oraz 20 wieśniakami napadł na Żyda Abrahama syna Jordanowej. W wyniku procesu sądowego Abraham, który był wwiązany w wieś przez sąd, wygrał proces i otrzymał należne mu pieniądze.
W latach 1408-1434 jako dziedzic Objezierza odnotowany został Niemierza Bliżycki vel Kiszewski (od nazwy wsi Kiszewo). W 1408 toczył on spór z Jurą z Chojnicy dowodząc, że Jura miał dać według ugody 80 grzywien za połowę Objezierza, ale tego nie uczynił. W 1434 toczył kolejny proces z Janem Niemieczkowskim.
W drugiej połowie XV wieku jako dziedziców we wsi odnotowano braci niedzielnych scholastyka łęczyckiego, kanonika poznańskiego i krakowskiego Mikołaja Imbira oraz jego brata Wincentego Imbira. W 1450 bracia zapisali Annie żonie Jana, jednego z braci; 200 kóp groszy na połowie miasta Ryczywół i na 1/2 wsi Krężoły. W 1451 bracia ci zeznali, że są winni 200 złotych węgierskich szpitalowi dla ubogich w Szamotułach i że sumę tę spłacą w rocznych ratach po 20 zł węgierskich. W 1453 bracia zapisali Helenie swej matce wdowie po Niemierzy po 100 kóp posagu oraz wiana na połowie Objezierza.
W 1594 właścicielami we wsi byli bracia Stanisław, Andrzej, Jerzy i Jan Objezierscy, którzy dokonali podziału dóbr: Stanisław otrzymał Ocieszyn i Gołębowo oraz prawo do wyrębu lasów w Kiszewie, Andrzej otrzymał połowę Objezierza ze starym dworem i połowę jeziora oraz całe Kowalewo z połową młyna, Jerzy otrzymał drugą połowę Objezierza z nowym dworem, w którym mieszkał ich ojciec, a także lasy zwany "Parcewy i Karna", stawek rybnik oraz "Grodzisko w Objezierzu, połowę jeziora objezierskiego i połowę młyna w Kowalewie. Jan miał otrzymywać na razie od starszych braci po 100 złotych rocznie, a w 1597 bracia mieli dla niego wykupić z zastawu Wargowo. Starsi bracia mieli też według postanowienia razem płacić siostrze Kachnie 60 złotych rocznie.
Miejscowość odnotowały także historyczne rejestry podatkowe dzięki którym znamy stosunki własnościowe we wsi. W 1508 wieś zapłaciła wiardunki wojenne z 14 łanów i dwóch karczm. W 1535 odnotowano jeden łan opuszczony we wsi. W 1563 miał miejsce pobór z 9,5 łana oraz od karczmy dorocznej. W 1577 pobór zapłacił Andrzej Objezierski. W 1580 zapłacił on też pobór od 13 półłanków, 4 zagrodników, jednego najemnego robotnika zwanego ratajem płacącego od jednego pługa, a także zapłacił od roli karczmarskiej oraz od jednego krawca.
Wieś szlachecka Objezierze położona była w 1580 roku w powiecie poznańskim województwa poznańskiego w Rzeczypospolitej Obojga Narodów. Wskutek II rozbioru Polski w 1792, miejscowość przeszła pod władanie Prus i jak cała Wielkopolska znalazła się w zaborze pruskim.
W latach 1975–1998 miejscowość położona była w województwie poznańskim.
Objezierze należy do Parafii pw. św. Bartłomieja Apostoła w Objezierzu.

## Obiekty
W Objezierzu działa Ludowy Klub Sportowy Orkan Objezierze.
W pobliżu wsi, w dolinie rzeki Samicy Kierskiej, znajdują się duże stawy rybne.

## Osoby
- W miejscowości tej urodził się Antoni Małecki – polski historyk literatury, mediewista, filolog klasyczny, heraldyk, rektor Uniwersytetu Lwowskiego, profesor uniwersytetów: Jagiellońskiego, Lwowskiego, oraz w Innsbrucku.
- W gościnie u Turnów gościli w objezierskim pałacu m.in. Julian Ursyn Niemcewicz, Adam Mickiewicz, Józef Ignacy Kraszewski, Narcyza Żmichowska, Wincenty Pol, Bibianna Moraczewska i Marceli Motty[7].

## Zabytki
- Kościół św. Bartłomieja z fragmentami z 1. połowy XIII w., przebudowany w XVI wieku, wpisany do rejestru zabytków[8].
- Pałac w  Objezierzu Węgorzewskich (później Turnów); klasycystyczny z 1792-98, przebudowany w 1840-41; obecnie szkoła (rejestr).
- Oficyna pałacowa (dom ogrodnika, XIX w.; rejestr).
- Stajnia pałacowa.
- Park pałacowy z końca XVIII w. (pow. 8,5 ha; rejestr).
- Dom Ludowy z 1910 r. (obecnie Dom Kultury; rejestr).
- Folwark z gorzelnią, zabytkowym spichrzem, wieżą ciśnień i in. budynkami (przełom XIX/XX w; gminna ewidencja zabytków).
- Plebania (1. poł. XIX w.; ewidencja gminna).

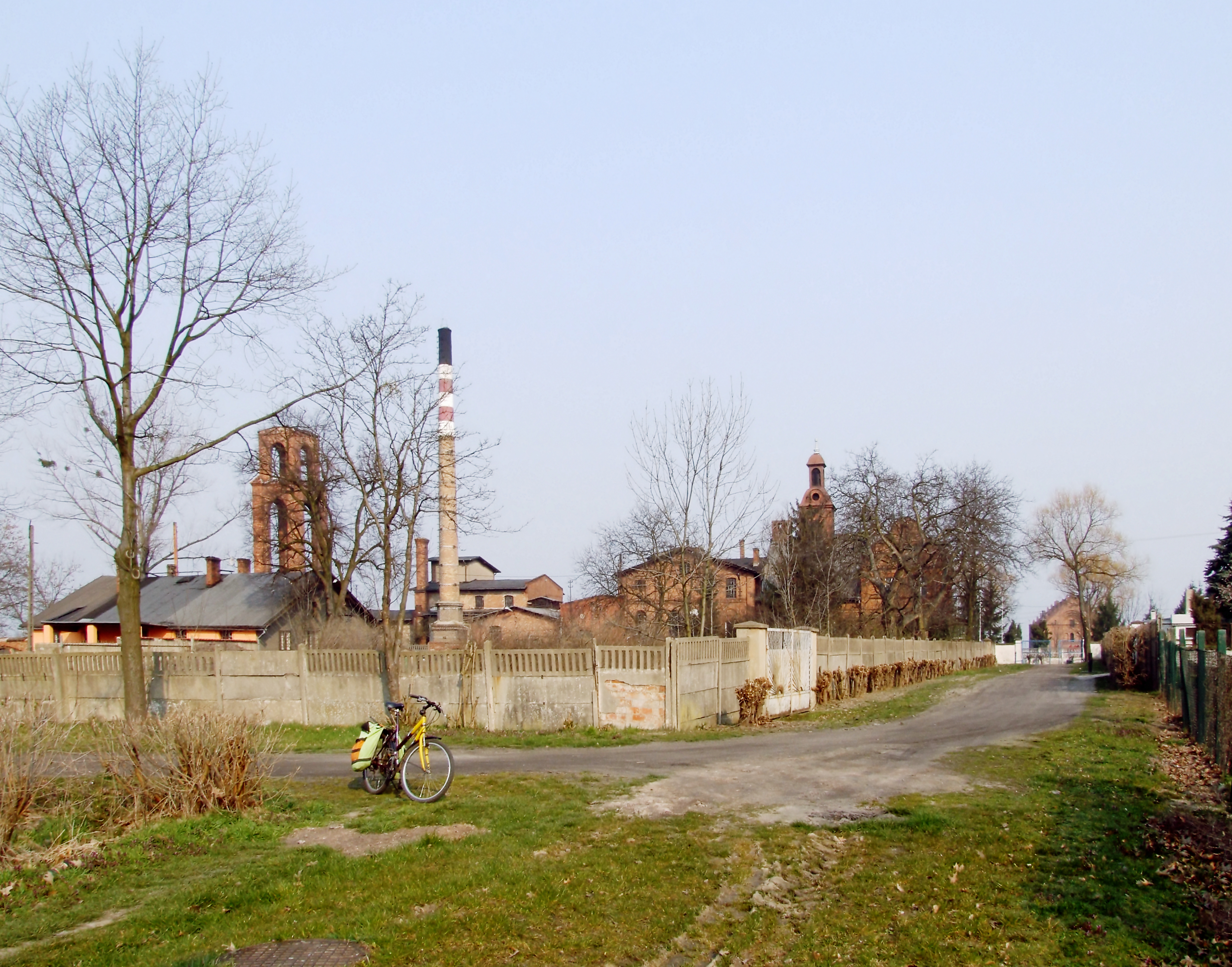
Folwark w Objezierzu
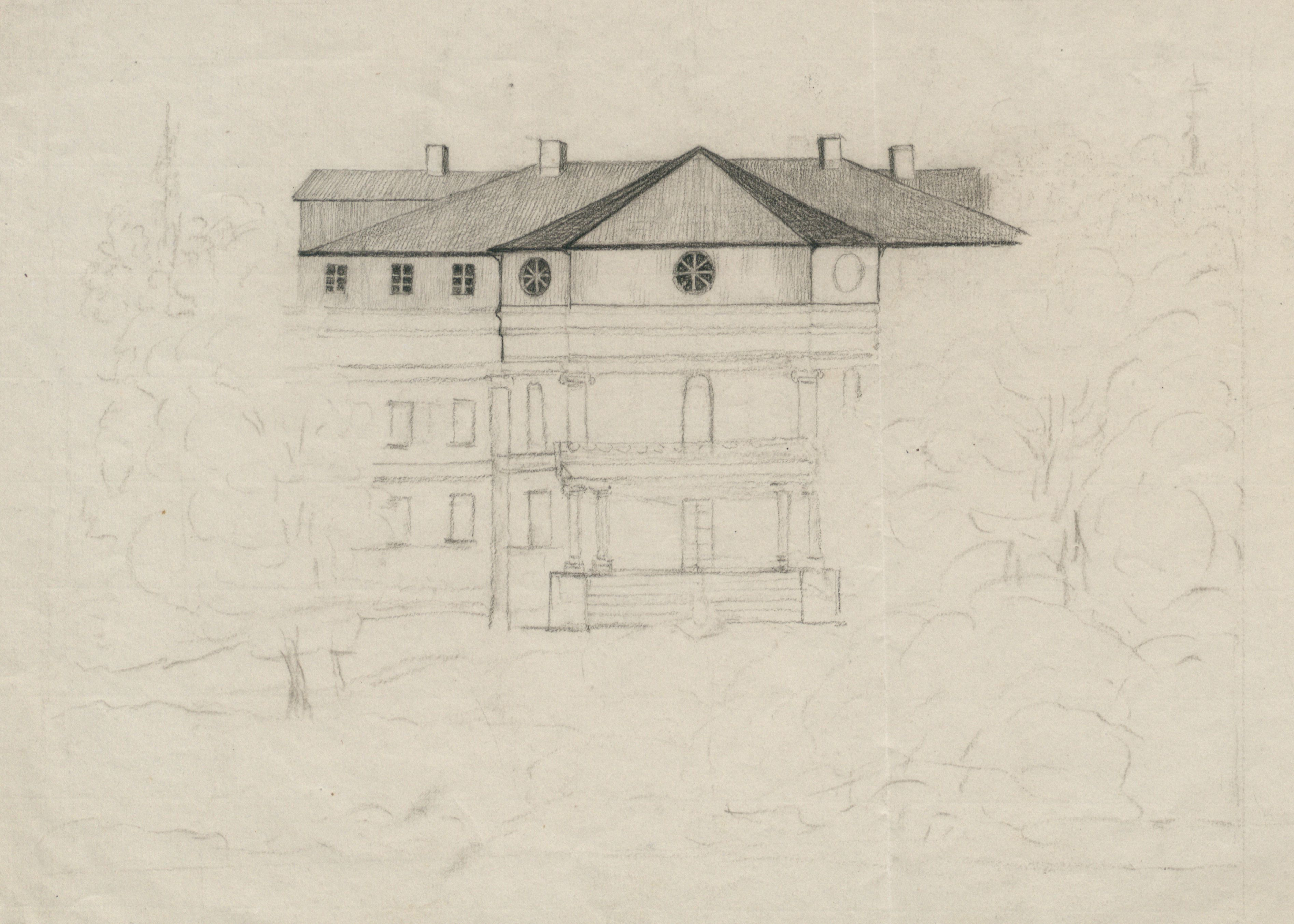
Pałac w Objezierzu – rysunek z 1900-1910
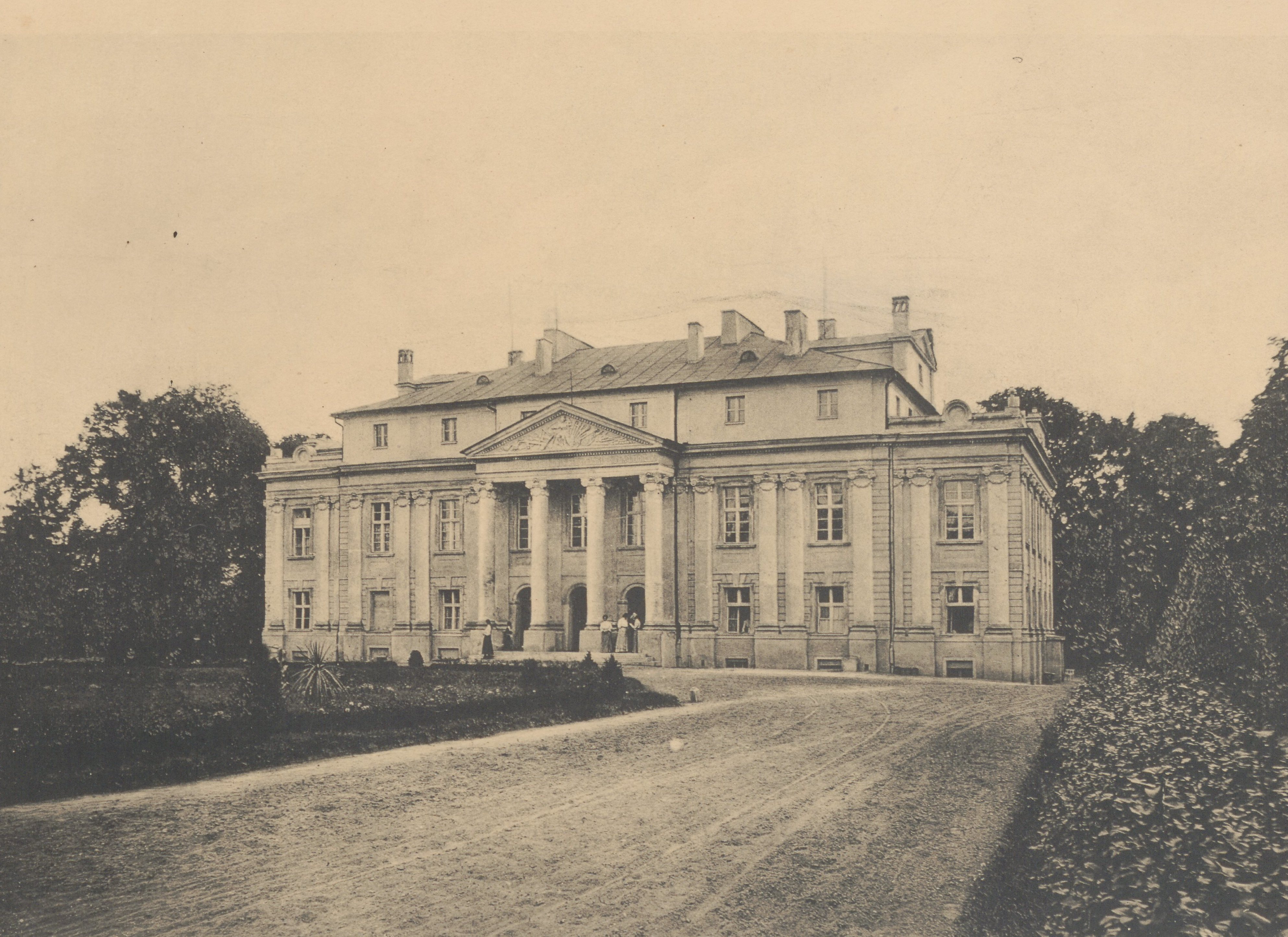
Pałac przed 1912

## Wydarzenia
Od 2019 roku w Objezierzu odbywa się Festiwal „Literackie Objezierze”. W 2019 gośćmi specjalnymi byli: Joanna Bator, Sylwia Chutnik, Wojciech Jagielski, Joanna Jodełka, Katarzyna Kłosińska, Katarzyna Kwiatkowska oraz Jakub Skworz.